# Hélène Romano
 (décembre 2015).
Hélène Romano, née le 31 mai 1969, est une psychologue, docteur en psychopathologie, habilitée à diriger des recherches, docteur en droit privé et sciences criminelles et essayiste française.

## Biographie
Elle soutient en 2003 une thèse de doctorat de psychologie clinique, intitulée « Enjeux psychiques des révélations d'abus sexuels en milieu scolaire » à l'université de Rouen. Elle est psychologue clinicienne, et chargée de cours auprès de différentes universités en France et à l'étranger. En 2013 elle obtient son habilitation à diriger des recherches à l'université de Rouen et en 2019, elle soutient une thèse de doctorat en droit privé et sciences criminelles à l'université de Bordeaux.
Elle a été la psychologue référente de la Cellule d'urgence médico-psychologique du Val de Marne pendant onze ans, avant de devoir démissionner après avoir subi des représailles comme lanceuse d'alerte sur de graves dysfonctionnements
Ses recherches sont tournées vers l'apprentissage d'une meilleure reconnaissance du traumatisme psychique comme blessure psychique invisible et de ses conséquences en immédiat et en différé, en particulier chez le jeune enfant. Elle s'est intéressée à la prise en charge des traumatismes et à la résilience, notion théorisée par Boris Cyrulnik.
Elle a notamment « protocolisé » en France, avec Thierry Baubet, la prise en charge des enfants victimes d’événements traumatiques et a déposé un brevet pour une valise d’urgence médico-psychologique conçu avec Isabelle Roy.
Elle est experte aux ressources nationales du ministère de l’Éducation nationale, elle intervient régulièrement pour des formations auprès de différentes institutions (conseils départementaux, Éducation nationale, mairies, etc.) et a participé à une recherche à l'INSERM, sur les morts suspectes de nourrissons.
Elle intervient parfois en tant qu'experte dans les médias,,,,.
L'Assistance publique des Hôpitaux de Paris a sommé en 2015 les éditions Philippe Duval d'apporter des corrections à la présentation d'Hélène Romano dans le livre Je suis victime qui indiquait de façon erronée qu'elle avait dirigé la cellule médico-pédagogique du Val de Marne.

## Publications

### Ouvrages récents
- avec Natacha Bras, Amnésie Traumatique - des vies de l'ombre à la lumière. La Rochelle : Ré Equi'libre, 2020[14].
- avec G. Barthémély, Ma vie est un trésor. Paris, Editions courtes et longues, 2020.
- avec Adolie Day, Ma drôle de chambre. Accompagner un enfant hospitalisé et gravement malade. Paris, Editions courtes et longues, 2018.
- Quand la vie fait mal aux enfants. Paris, Odile Jacob, 2018.
- Informations Préoccupantes et signalements, Lyon, ITPR, 2018.
- La mort & l’enfant, Lyon, ITPR, 2018.
- Prendre en charge les mineurs en psychiatrie adulte, Lyon, ITPR, 2018.
- Personnes obèses et en surpoids, Lyon, ITPR, 2018.
- L’élève malade, Lyon, ITPR, 2018.
- Les dix indispensables. Le harcèlement scolaire, Lyon, ITPR, 2018.
- avec Adolie Day, L’arbre et l’ombre de la lune, accompagner un enfant endeuillé par le suicide d’un proche. Paris, Editions courtes et longues, 2017.
- avec Adolie Day, Après l'orage. Paris : Éditions courtes et longues, 2016[15]
- avec B. Cyrulnik, Je suis victime. L’incroyable exploitation du trauma. Savigny : Éditions Philippe Duval, 2015.
- Harcèlement en milieu scolaire. Victimes, auteurs, que faire ? Paris : Dunod, 2015.
- avec J. Gonzalez, Abécédaire de la survie en milieu scolaire. Paris : Hachette, 2015.
- École, sexe et vidéo. Paris : Dunod, 2014[16].
- Vade-mecum des psychologues. repères éthiques, déontologiques administratifs et juridiques. Préface de Régine Scelles. Toulouse : Erès, 2014.
- L’enfant face au trauma. Préface de B. Cyrulnik. Paris : Dunod, mars 2013.
- L’enfant et les jeux dangereux. Paris : Dunod, 2012.
- Verdenal E. Sauveteurs et événements traumatiques. Guide des prises en charge psychologiques précoces. Paris : Elsevier-Masson, 2011.
- La maladie et le handicap à hauteur d’enfant - Perspectives de prise en charge pour les proches et les intervenants. Paris : Fabert, 2011.
- La maltraitance et ses conséquences chez l’enfant. Descriptions cliniques, évaluation et prise en charge. Paris : Fabert, 2009.
- Dis c’est comment quand on est mort ? Accompagnement des enfants sur le chemin du chagrin. Préface de Marie-Rose Moro. Grenoble : La Pensée sauvage, 2009.
- Guide de prise en charge des élèves victimes d’abus sexuels. Paris : Hachette, 2004.

### Ouvrages collectifs
- Danger en protection de l’enfance. Dénis et instrumentalisations perverses, Paris, Dunod, 2016
- Enfant victime et Justice. Paris : Dunod
- Pour une école du bien-être. Au-delà des risques psycho-sociaux : être élèves et enseignants, aujourd’hui. Paris, Dunod, 2016.
- Accompagner le deuil en situation traumatique. Paris : Dunod, 2015
- Aide-mémoire de l’urgence médico-psychologique. Dunod, 2013
- La santé à l’école. Paris : Dunod, 2013
- Mère et inceste. Paris : Erès, 2013
- L’école face au traumatisme et à la violence. Grenoble : La pensée sauvage, 2011.

### Articles (sélection)
- « La mort à l’école. Annoncer, accueillir, accompagner », in C. Fawer-Caputo & M. Julier-Costes (dir.) La mort à l’école. Annoncer, accueillir, accompagner, Bruxelles, De Boeck, 2015.
- « Clinique du psychotraumatisme chez l’enfant et scolarité », in C. Fawer-Caputo & M. Julier-Costes (dir.) La mort à l’école. Annoncer, accueillir, accompagner, Bruxelles, De Boeck, 2015.
- « Maltraitance, filialité et parentalité en souffrance », in R. Coutanceau & R. Bennagadi Souffrances familiales et résilience, Paris : Dunod, 2015, p. 165-180.

## Principales recherches en psychologie
- Les blessures auto-infligées, leur dimension addictive et leurs liens avec les conduites addictives chez des adolescents mineurs de 11 à 18 ans fréquentant une maison des adolescents. Investigateurs (2018-2021). Sophie Fierdepied, Aurélien Ribadier, Hélène Romano. Promoteur Association Nationale de Prévention en Alcoologie et Addictologie du Cher.
- Signalement des professionnels de santé face aux suspicions de maltraitance de personnes vulnérables. Recherche dans le cadre de la thèse de droit privé et sciences criminelles. Direction Pr. Adeline Gouttenoire. Université de Bordeaux – Centre Européen d’Études et de Recherches en Droit de la Famille et des Personnes, (2016-2019)[2].
- Ecole et orphelins. Direction comité scientifique de l’OCIRP, promoteur OCIRP (2016)[17].
- Qualité des liens d’attachement et processus de résilience chez les enfants nouvellement accueillis au sein des villages d’enfants SOS (2015-2018). Direction Hélène Romano & Boris Cyrulnik, Promoteur SOS Village d’Enfants.
- La maltraitance du nourrisson et les morts inexpliquées des bébés (2002-2005). Direction Anne Tursz. Investigateurs Anne Tursz, Monique Crost, Pascale Gerbouin-Rérolle, Hélène Romano (INSERM-CERMES). Promoteur ministère de la justice[18].
- Les représentations et la réalité de la parentalité chez les jeunes femmes ayant subi l’inceste, en fonction des modes de prise en charge (2010-2013). Etude nationale, randomisée, rétrospective, contrôlée, multicentrique. Co-direction avec le Professeur Régine Scelles Investigateur associé Soraya Minot. Promoteur laboratoire de Rouen Psy-NCA EA 4 700 ; financeur l’association des Docteurs Bru.
- Incidence du PTSD chez des patients ayant eu un syndrome de Lyell-Stevens-Johnson (2010-2013). Directeurs Professeurs J.C. Roujeau et F. Bellivier. Promoteur Unité de Recherche Clinique de l’Assistance Publique/Hôpitaux de Paris[19].
- Enjeux psychiques de la révélation d’abus sexuel en milieu scolaire. Recherche dans le cadre de la thèse de Doctorat de psychopathologie. Direction Pr. Anne Aubert,  Université de Rouen (2000-2003)[1].